# Friedrich Oberhaus
Friedrich Wilhelm Hermann Oberhaus (* 2. April 1879 in Wernigerode (Harz); † im 20. Jahrhundert) war Abgeordneter des Provinziallandtages der Provinz Hessen-Nassau.

## Leben
Friedrich Oberhaus war der Sohn des gräflichen Dieners Caspar Heinrich Oberhaus und dessen Gemahlin Luise Dorothea Roehrbein. Nach seiner Schulausbildung ging er in die Steuerverwaltung und war nach seinem Umzug nach Rinteln im Jahre 1915 als Steuersekretär beschäftigt. Er wurde Mitglied in der Deutschen Demokratischen Partei und erhielt 1919 ein Mandat für den Kurhessischen Kommunallandtag des Regierungsbezirks Kassel, aus dessen Mitte er zum Abgeordneten des Provinziallandtages der Provinz Hessen-Nassau bestimmt wurde. 